# Clearchos van Sparta
Clearchos van Sparta (Oudgrieks: Κλέαρχος), de zoon van Rhamphias, was een generaal en huurling uit Sparta, geboren in het midden van de 5e eeuw v.Chr.
Clearchos werd in 411 v.Chr. met een vloot naar de Hellespont gestuurd en werd harmost van Byzantion, waar hij al proxenos was. Hij werd aangesteld door de eforen om een politieke onenigheid in Byzantium te beslechten en de stad  en de naburige Griekse kolonies te beschermen tegen aanvallen uit Thracië. Hij maakte zichzelf tiran van Byzantium, maar zijn hardheid maakte hem echter impopulair en in zijn afwezigheid werden de poorten geopend voor het Atheense leger onder Alcibiades in 409 v.Chr., die de stad op dat moment belegerde. Hij werd tot balling verklaard en weggedreven door een Spartaanse troepenmacht, waarna hij vluchtte naar Cyrus de Jongere.
In de Tocht van de Tienduizend, waarbij Cyrus probeerde om zijn broer Artaxerxes II te onttronen, voerde Clearchos het Peloponnesische contingent aan, die de rechtervleugel van het leger van Cyrus vormde in de Slag bij Cunaxa in 401 v.Chr. Na de dood van Cyrus nam Clearchos het commando over en leidde de terugtocht, totdat hij door verraad gevangengenomen werd, samen met zijn mede-generaals, door Tissaphernes, waarna hij uitgeleverd werd aan Artaxerxes en geëxecuteerd werd.